# Manston (Suffolk)
Manston is een gehucht in de parish van Whepstead in het Engelse graafschap Suffolk. De plaats wordt in het Domesday Book van 1086 genoemd als 'Manestuna'.
Het versterkte huis Maston Hall is een monument uit de 16e eeuw met uitbreidingen rond 1600, in de 18e eeuw en vroege 20e eeuw. De slotgracht is vermoedelijk 13e-eeuws.